# Enspråkigt svensk kommun
En enspråkigt svensk kommun är i Finland en kommun som enligt språklagen har svenska som enda officiella språk.
Kommunernas språkliga status vad gäller svenska och finska fastslås vart tionde år av statsrådet, utom vad gäller Åland. Kommuner där mindre än 8 % och mindre än 3 000 av invånarna uppgett minoritetsspråket som modersmål i folkbokföringen fastställs vara enspråkiga, utom om kommunen föregående period varit tvåspråkig, varvid gränsen är 6 %. Kommunfullmäktige kan också ansöka om status som tvåspråkig kommun för tioårsperioden.
Förutom de åländska kommunerna, som dels är enskpråkigt svenska enligt den skilda lagstiftningen för Åland, dels har en finsk minoritet under gränsen för tvåspråkighet, var endast några kommuner i Svenska Österbotten enspråkigt svenska år 2000. Också de ansökte om och beviljades senare status som tvåspråkiga. Tidigare fanns det enspråkigt svenska kommuner också i Åbolands skärgård.

## Enspråkigt svenska kommuner
- Alla åländska kommuner
- Korsnäs
- Larsmo
- Närpes